# きらり!えん旅
きらり!えん旅（きらり!えんたび）は、NHK東日本大震災プロジェクトの一環として、2012年度からNHK BSプレミアムが放送を開始した紀行番組である。

## 概要
2011年3月11日の東日本大震災による地震・津波・原発事故で被災した東北地方各地を、各界の著名人が訪れ、東北地方の人々とのふれあいを通して、東北地方を支援する姿勢、人とひとの縁やつながり（円）を通して被災地を勇気づけるというものである。そして訪れた著名人が演奏・歌・トークなどで被災地を勇気づけることも番組の目玉となる。また「えん」はエンターテインメントや演歌にもかけている。
2013年3月には、2012年の北部九州豪雨で被災した大分県や宮崎県を訪れる特別篇も行われた。

## スタッフ
- 取材協力：田村市、大崎市、大崎タイムス